# Кропидловский, Казимеж
Казимеж Кропидловский (пол. Kazimierz Kropidłowski; 16 августа 1931, Старогард-Гданьский, Поморское воеводство — 20 декабря 1998, Старогард-Гданьский, Поморское воеводство) — польский легкоатлет, специалист по прыжкам в длину. Выступал за сборную Польши по лёгкой атлетике во второй половине 1950-х годов, серебряный призёр чемпионата Европы, победитель и призёр стартов национального значения, рекордсмен страны, участник двух летних Олимпийских игр.

## Биография
Казимеж Кропидловский родился 16 августа 1931 года в городе Старогард-Гданьский, Польша.
Занимался лёгкой атлетикой в местном спортивном клубе, позже в разное время состоял в легкоатлетических клубах Гданьска, Быдгоща, Сопота.
Первого серьёзного успеха на международном уровне добился в 1955 году, когда вошёл в состав польской национальной сборной и выступил на V Всемирном фестивале молодёжи и студентов в Варшаве, где стал серебряным призёром в прыжках в длину, уступив только венгру Эдёну Фёльдешши.
Благодаря череде удачных выступлений удостоился права защищать честь страны на летних Олимпийских играх 1956 года в Мельбурне — прыгнул здесь на 7,30 метра и с этим результатом расположился в итоговом протоколе соревнований на шестой строке.
После мельбурнской Олимпиады Кропидловский остался в составе легкоатлетической команды Польши на ещё один олимпийский цикл и продолжил принимать участие в крупнейших международных стартах. Так, в 1958 году он побывал на чемпионате Европы в Стокгольме, откуда привёз награду серебряного достоинства, выигранную в прыжках в длину — в финале его превзошёл только советский прыгун Игорь Тер-Ованесян.
В 1959 году установил свой личный рекорд в прыжках в длину — 7,82 метра. Этот результат в то время также являлся национальным рекордом Польши.
Благополучно прошёл отбор на Олимпийские игры 1960 года в Риме, на сей раз с результатом 7,37 метра не смог преодолеть предварительный квалификационный этап.
В течение своей спортивной карьеры Казимеж Кропидловский дважды становился чемпионом Польши на открытом стадионе (1957, 1959) и дважды был лучшим в помещении (1954, 1956). Дважды включался в мировой рейтинг журнала Track & Field News, в 1958 и 1959 годах занимал пятое и седьмое места соответственно. В общей сложности представлял польскую национальную сборную в 23 международных стартах.
Завершив спортивную карьеру, работал управляющим ателье в Старогарде-Гданьском и позже учителем физкультуры в начальной школе в Варшаве.
Умер 20 декабря 1998 года в Старогарде-Гданьском в возрасте 67 лет.